# Ван Мінцзюань
Ван Мінцзюань  (кит.: 王 明娟, 11 жовтня 1985) — китайська важкоатлетка, олімпійська чемпіонка.

## Виступи на Олімпіадах
| Олімпіада   | Вагова категорія | Місце |
| ----------- | ---------------- | ----- |
| Лондон 2012 | до 48 кг         | 1     |